# Халили, Фарит Явдатович
Фарит Явдатович Халили (род. 22 августа 1952, Кыштым, Челябинская область) — российский физик, профессор МГУ, доктор физико-математических наук, автор работ в области теории квантовых и прецизионных измерений, квантовой оптики, квантовой информации, квантовой оптомеханики, физики гравитационно-волновых детекторов, астрофизики и космологии. Внёс фундаментальный вклад в открытие гравитационных волн. Вместе с В. Б. Брагинским является создателем квантовых неразрушающих измерений. Известен как создатель «Эталона Халили» («Khalili Etalon»). Входит в международную коллаборацию LSC (LIGO Scientific Collaboration). Лауреат премии Breakthrough Prize по фундаментальной физике «For the observation of gravitational waves, opening new horizons in astronomy and physics.» (2016 г). Фарит Явдатович входит в число наиболее цитируемых российских учёных, индекс Хирша — 49(на 2017 г).

## Биография
Фарит Явдатович Халили родился 22 августа 1952 года в городе Кыштыме Челябинской области.
В 1969 году поступил на физфак МГУ,
в 1975 — закончил его, получив диплом с отличием.
В 1975—1978 годах — аспирант физфака МГУ.
В 1979 году защитил кандидатскую диссертацию по теме «Квантовые ограничения в экспериментах с макроскопическими осцилляторами».
В 1986 году организовал школу по теории квантовых измерений в Красновидово под руководством профессора Брагинского
В 1996 году защитил докторскую диссертацию по теме «Предельные чувствительности в линейных и нелинейных квантовых измерениях».
Занимаемые должности (все на физфаке МГУ):
- Старший лаборант, 1978—1982
- Младший научный сотрудник, 1982—1986
- Научный сотрудник, 1986—1989
- Старший научный сотрудник, 1989—1997
- Профессор кафедры молекулярной физики и физических измерений (1997—2001),
- Профессор кафедры физики колебаний (2001—2019);

## Научная деятельность
Темой научной деятельности Ф. Я. Халили является квантовая теория измерений, в том числе теория квантовых невозмущающих измерений, и квантовая теория обнаружения и оценивания. В 1996 году Ф. Я. Халили защитил докторскую диссертацию на тему «Предельные чувствительности в линейных и нелинейных квантовых измерениях».
В последние годы научная деятельность Ф. Я. Халили связана в разработкой перспективных топологий и методов съёма информации для больших лазерных гравитационных антенн. Чувствительность таких антенн в ближайшие 5-7 лет должна достичь уровня, когда становятся существенными квантовые свойства даже весьма макроскопических (массой около 10 кг) объектов, каковыми являются используемые в них пробные тела. При этом возникают характерные ограничения на чувствительность (самое известное из них — т. н. Стандартный Квантовый Предел), которые не могут быть преодолены в рамках традиционных методов измерений. Поэтому становится необходимой разработка других принципиально новых методов.

## Основные публикации
Основные публикации (за всю жизнь), а также наиболее интересные публикации за последние несколько лет:
- В. Б. Брагинский, Ю. И. Воронцов, Ф. Я. Халили. Квантовые особенности пондеромоторного измерителя электромагнитной энергии, ЖЭТФ,т.73 (1977) 1340—1343
- В. Б. Брагинский, Ю. И. Воронцов, Ф. Я. Халили. Оптимальные квантовые измерения в детекторах гравитационного излучения, Письма в ЖЭТФ, т.27 (1978) 296—301
- Ю. И. Воронцов, Ф. Я. Халили. Квантово-механические ограничения в классическом анализе схем с усилителями, Радиотехника и Электроника, т.27 (1982) 2392—2398
- Ф. Я. Халили. О предельной чувствительности квантовых пробных систем, Вестник Моск. Ун-та, серия 3, вып.3 (1983) 17-20
- V. B. Braginsky, F. Ya. Khalili. Quantum Measurement, ed. by K.S.Thorne, 1992
- V. B. Braginsky, F. Ya. Khalili. «Maxwell demon» in quantum non-demolition measurements, Physics Letters A, v186 (1994) 15-17
- V. B. Braginky, F. Ya. Khalili. Quantum Nondemolition Measurements: the Route from Toys to Tools, Review of Modern Physics, 68 (1996) 1-11
- V. B. Braginky, F. Ya. Khalili. Nonlinear meter for the gravitational wave antenna, Physics Letters A 218 (1996) 167—174
- V. B. Braginsky, M. L. Gorodetsky, F. Ya. Khalili. Optical bars in gravitational wave antenna, Physics Letters A 232 (1997) 340—348
- V. B. Braginsky, M. L. Gorodetsky, F. Ya. Khalili. The scheme of QND meter of microwave quadrature amplitude, Applied Physics B 64 (1997) 243—247
- V. B. Braginsky, M. L. Gorodetsky, F. Ya. Khalili. Quantum limits and symphotonic states in free-mass gravitational-wave antennae, Physics Letters A 246 (1998) 485—497
- V. B. Braginsky, F. Ya. Khalili. Low-noise rigidity in quantum measurements, Physics Letters A 257 (1999) 241—246
- V. B. Braginsky, M. L. Gorodetsky, F. Ya. Khalili and K. S. Thorne. Energetic quantum limit in large-scale interferometers, proceedings of Third Edoardo Amaldi Conference, ed. by Sydney Meshkov, 1999, 180—190
- V. B. Braginsky, M. L. Gorodetsky, F. Ya. Khalili and K. S. Thorne. Physical Review D, Dual-resonator speed meter for a free test mass, Physical Review D 61 (2000) 044002
- V. B. Braginsky, M. L. Gorodetsky, F. Ya. Khalili, A. B. Matsko, K. S. Thorne and S. P. Vyatchanin. The noise in gravitational-wave detectors and other classical-force measurements is not influenced by test-mass quantization, Physical Review D, 67, 082001 (2003)
- F. Khalili, S. Danilishin, H. Miao, H. M. ller-Ebhardt, H. Yang and Y. Chen. Preparing a mechanical oscillator in non-gaussian quantum states, Phys.Rev.Lett. 105, 070403 (2010)
- Y. Chen, S. L. Danilishin, F. Y. Khalili, H. Mueller-Ebhardt. QND measurements for future gravitational-wave detectors, General Relativity and Gravitation, 43, 671,(2011).